# Zsuzsanna Bekecs
Zsuzsanna Bekecs (* 17. Mai 1976 in Salgótarján) ist eine ungarische Biathletin. Zwischen 1995 und 2002 nahm sie an allen Großereignissen des Biathlonjahres teil.
Zsuzsanna Bekecs lebt und trainierte in Salgözavjan. Sie begann 1992 mit dem Biathlonsport und startete für Vasas SC in Budapest. Sie debütierte 1994 in Ruhpolding im Biathlon-Weltcup und beendete ihren ersten Sprint als 109. In Antholz nahm sie an den Biathlon-Weltmeisterschaften 1995 teil und wurde 75. im Sprint, 76. im Einzel und 18. mit der ungarischen Staffel. Auch im folgenden Jahr startete sie in Ruhpolding und belegte im Einzel den 57. Platz und wurde 16. mit der Staffel. An ihren dritten Weltmeisterschaften nahm Bekecs 1997 in Osrblie teil. Im Einzel belegte sie den 75. Rang, im Sprint wurde sie 66. und 17. mit der Staffel. Der Höhepunkt des Jahres 1998 wurden die Olympischen Spiele von Nagano, bei denen Bekecs im Sprint eingesetzt wurde und 64. wurde. Die Sommerbiathlon-Weltmeisterschaften 1998 erbrachte die Plätze 23 im Sprint, 25 in der Verfolgung und acht im Staffelwettbewerb. In der Saison 1998/99 erreichte die Ungarin mit Platz 41 in einem Sprint in Oberhof ihr bestes Resultat im Weltcup. Bei der WM 1999 am Holmenkollen in Oslo erreichte sie Platz 61 im Einzel. An selber Stelle erreichte sie 2000 Platz 66 im Einzel und 69 im Sprint. An ihrer fünften und letzten WM nahm Bekecs 2001 in Pokljuka teil. Sowohl im Einzel wie auch im Sprint belegte sie die Plätze 80. Letztes Großereignis wurden die Olympischen Winterspiele 2002 in Salt Lake City, wo Bekecs 65. im Einzel und 67. im Sprint wurde.

## Biathlon-Weltcup-Platzierungen
Die Tabelle zeigt alle Platzierungen (je nach Austragungsjahr einschließlich Olympische Spiele und Weltmeisterschaften).
- 1.–3. Platz: Anzahl der Podiumsplatzierungen
- Top 10: Anzahl der Platzierungen unter den ersten zehn (einschließlich Podium)
- Punkteränge: Anzahl der Platzierungen innerhalb der Punkteränge (einschließlich Podium und Top 10)
- Starts: Anzahl gelaufener Rennen in der jeweiligen Disziplin

| Platzierung                                | Einzel | Sprint | Verfolgung | Massenstart | Team | Staffel | Gesamt |
| ------------------------------------------ | ------ | ------ | ---------- | ----------- | ---- | ------- | ------ |
| 1. Platz                                   |        |        |            |             |      |         |        |
| 2. Platz                                   |        |        |            |             |      |         |        |
| 3. Platz                                   |        |        |            |             |      |         |        |
| Top 10                                     |        |        |            |             |      |         |        |
| Punkteränge                                |        |        |            |             | 2    | 2       | 4      |
| Starts                                     | 21     | 38     | 3          | 1           | 2    | 2       | 67     |
| Stand: Ergebnisse eventuell nicht komplett |        |        |            |             |      |         |        |